# Epicauta pardalis
Epicauta pardalis es una especie de coleóptero de la familia Meloidae.

## Distribución geográfica
Habita en Estados Unidos y México.